# Rari Nantes Savona 2014-2015

## Rosa
| N° |                   | Ruolo | Giocatore        |
| -- | ----------------- | ----- | ---------------- |
|    | Italia (bandiera) | P     | Simone Antona    |
|    | Italia (bandiera) | P     | Jacopo Missiroli |
|    | Italia (bandiera) | P     | Nicolò Zerilli   |
|    | Italia (bandiera) | D     | Goran Fiorentini |
|    | Italia (bandiera) | D     | Lorenzo Bianco   |
|    | Italia (bandiera) | D     | Simone Grosso    |
|    | Italia (bandiera) | D     | Alberto Agostini |
|    | Italia (bandiera) | CV    | Luca Fulcheris   |

| N° |                    | Ruolo | Giocatore            |
| -- | ------------------ | ----- | -------------------- |
|    | Italia (bandiera)  | CV    | Jacopo Alesiani      |
|    | Italia (bandiera)  | CV    | Federico Mistrangelo |
|    | Italia (bandiera)  | CV    | Jacopo Colombo       |
|    | Italia (bandiera)  | A     | Luca Damonte         |
|    | Italia (bandiera)  | A     | Michele Pesenti      |
|    | Italia (bandiera)  | CB    | Giovanni Bianco      |
|    | Croazia (bandiera) | CB    | Mislav Tomašić       |

| Allenatore:        | Alberto Angelini    |
| Direttore tecnico: | Claudio Mistrangelo |

## Mercato
| Acquisti | Acquisti        | Acquisti  | Acquisti |
| R.       | Nome            | da        |          |
| -------- | --------------- | --------- | -------- |
| A        | Michele Pesenti | Nervi     |          |
| CB       | Mislav Tomašić  | Promogest |          |

| Cessioni | Cessioni              | Cessioni      | Cessioni |
| R.       | Nome                  | a             |          |
| -------- | --------------------- | ------------- | -------- |
| P        | Matthew Paul Napleton | fine rapporto |          |
| CV       | Marko Elez            | Primorje      |          |
| CB       | Arnaldo Deserti       | Bogliasco     |          |

## Risultati

### Serie A1

#### Girone di andata
| Arbitri: | Fabio Ricciotti Alessandro Severo |

|                                                         |           |                                   |
| Damonte: 3 Alesiani: 2 L. Bianco, Fulcheris, Pesenti: 1 | Marcatori | 2: Brguljan 1: Baraldi, Buonocore |

| Arbitri: | Massimiliano Caputi Leonardo Ceccarelli |

|                                                        |           |                                                   |
| Deserti: 3 A. Di Somma, Loomis: 2 De Trane, Gavazzi: 1 | Marcatori | 2: Alesiani, Damonte, G. Fiorentini 1: J. Colombo |

| Arbitri: | Mario Bianchi Roberto Petronilli |

|                                                                      |           |                                      |
| Bodegas: 2 D. Fiorentini, Molina, Napolitano, Nora, N. Presciutti: 1 | Marcatori | 2: Mistrangelo 1: L. Bianco, Pesenti |

| Arbitri: | Gianluca Centineo Attilio Paoletti |

|                                                  |           |                      |
| G. Bianco: 2 Agostini, G. Fiorentini, Pesenti: 1 | Marcatori | 1: Gallo, RenzutI. o |

| Arbitri: | Fabio Collantoni Stefano Scappini |

|                                                                          |           |                                                               |
| Pérez, Petković: 3 Astarita, Lanzoni, S. Luongo, Paškvalin, Valentino: 1 | Marcatori | 2: Alesiani 1: G. Fiorentini, Fulcheris, Mistrangelo, Pesenti |

| Arbitri: | Alessandro Severo Stefano Scappini |

|                                                                                   |           |                                                    |
| Damonte: 2 Alesiani, G. Bianco, G. Fiorentini, Fulcheris, Mistrangelo, Tomašić: 1 | Marcatori | 4: Gaffuri 1: Busilacchi, Jelača, Milaković, Susak |

| Arbitri: | Stefano Pinato Cristina Taccini |

|                                                                                 |           |                                            |
| Prlainović: 4 Figlioli, Fondelli: 3 F. Lapenna: 2 Bassani, Felugo, A. Ivović: 1 | Marcatori | 2: Alesiani 1: Damonte, Fulcheris, Pesenti |

| Arbitri: | Stefano Alfi Attilio Paoletti |

|                                                                                         |           |                          |
| Alesiani: 4 Damonte: 3 Mistrangelo: 3 Colombo, G. Fiorentini, Fulcheris: 2 G. Bianco: 1 | Marcatori | 3: Gambacorta 1: Panerai |

| Arbitri: | Luca Bianco Marco Ercoli |

|                                                   |           |                                                          |
| Banovac, Innocenzi, Reynolds, Spinelli, Vitola: 1 | Marcatori | 3: Damonte 1: Agostini, Alesiani, Colombo, G. Fiorentini |

| Arbitri: | Massimo Calabrò Antonio Pascucci |

|                                                                        |           |                                                                      |
| Damonte: 3 Alesiani, Colombo, Tomašić: 2 G. Fiorentini, Mistrangelo: 1 | Marcatori | 3: Bini 2: Razzi 1: A. Di Fulvio, Đ. Filipović, B. Ivović, M. Luongo |

| Arbitri: | Giuseppe Fusco Massimo Filippo Gomez |

|                                                                                    |           |                                                                       |
| A. Calcaterra, Samuels: 3 Vittorioso: 2 Cannella, Colosimo, Leporale, Maddaluno: 1 | Marcatori | 4 G. Fiorentini 3: Tomašić 2: L. Bianco, Damonte 1: Alesiani, Pesenti |

#### Girone di ritorno
| Arbitri: | Roberto Petronilli Stefano Riccitelli |

|                                                                  |           |                                    |
| Brguljan: 4 Campopiano: 3 Buonocore, G. Mattiello, Migliaccio: 1 | Marcatori | 2: Damonte 1: Colombo, Mistrangelo |

| Arbitri: | Leonardo Ceccarelli Marco Piano |

|                                                                     |           |                                                         |
| Damonte: 7 Colombo, G. Fiorentini, Mistrangelo, Pesenti, Tomašić: 1 | Marcatori | 3: De Trane 2: Gavazzi, Ravina 1: Guidaldi, A. Di Somma |

| Arbitri: | Fabio Collantoni Giovanni Lo Dico |

|                                                                                   |           |                                                                                          |
| Alesiani: 2 G. Bianco, Damonte, G. Fiorentini, Fulcheris, Mistrangelo, Tomašić: 1 | Marcatori | 3: Bodegas 2: Molina, N. Presciutti 1: Napolitano, Nora, F. Pagani, C. Presciutti, Rizzo |

| Arbitri: | Massimiliano Caputi Bruno Navarra |

|                                                                       |           |                                                       |
| RenzutI. o, Gallo: 3 Dolce: 2 Bertoli, Mandolini, Radović, Saccoia: 1 | Marcatori | 2: Alesiani, Damonte 1: Colombo, Mistrangelo, Tomašić |

| Arbitri: | Fabio Ricciotti Stefano Riccitelli |

|                                                     |           |                                                                            |
| Damonte, Fulcheris, Mistrangelo, Piombo, Tomašić: 1 | Marcatori | 3: Lanzoni, Paškvalin 2: S. Luongo, Petković 1: M. Gitto, Pérez, Valentino |

| Arbitri: | Stefano Alfi Massimo Filippo Gomez |

|                                           |           |                                                            |
| Milaković: 5 Cesini, Ferraris, Krizman: 1 | Marcatori | 5: G. Fiorentini 1: Colombo, Damonte, Mistrangelo, Tomašić |

| Arbitri: | Massimo Calabrò Giuseppe Fusco |

|                                                                        |           |                                                                        |
| Mistrangelo: 2 Alesiani, L. Bianco, Colombo, G. Fiorentini, Tomašić: 1 | Marcatori | 4: Giorgetti 3: Fondelli 2: Pijetlović, Prlainović 1: Figari, Giacoppo |

| Arbitri: | Bruno Navarra Stefano Riccitelli |

|                                                               |           |                                                        |
| Coppoli, Gobbi: 3 Brancatello, Panerai: 2 Dani, Gambacorta: 1 | Marcatori | 5: G. Fiorentini 4: Alesiani 3: Damonte 2: Mistrangelo |

| Arbitri: | Gianluca Centineo Giovanni Lo Dico |

|                                                                                             |           |                                                      |
| Damonte: 3 Alesiani: 2 Agostini, Colombo, G. Fiorentini, Fulcheris, Mistrangelo, Tomašić: 1 | Marcatori | 3: Innocenzi 2: Banovac, Mirarchi 1: Murro, Spinelli |

| Arbitri: | Stefano Alfi Alessandro Severo |

|                                  |           |                                                                  |
| Đ. Filipović: 3 Bini, Sadovyy: 2 | Marcatori | 3: Damonte, G. Fiorentini 2: Fulcheris 1: L. Bianco, Mistrangelo |

| Arbitri: | Luca Bianco Antonio Pascucci |

|                                                                       |           |                                                                                    |
| Colombo: 3 Damonte, G. Fiorentini, Mistrangelo: 2 Alesiani, Giunta: 1 | Marcatori | 3: A. Calcaterra 2: Colosimo, Di Rocco, Samuels, Vittorioso 1: Leporale, Maddaluno |

#### Playoff - Quarti di finale
| Arbitri: | Massimo Filippo Gomez Raffaele Colombo |

|                                        |           |                                                   |
| G. Fiorentini: 2 Colombo, Fulcheris: 1 | Marcatori | 2: M. Luongo 1: Đ. Filipović, M. Lapenna, Sadovyy |

| Arbitri: | Massimiliano Caputi Cristina Taccini |

|                                                                  |           |                                                                         |
| Razzi: 3 M. Luongo: 2 Binchi, B. Ivović, M. Lapenna, Zimonjić: 1 | Marcatori | 2: Damonte, G. Fiorentini 1: Agostini, Alesiani, L. Bianco, Mistrangelo |

#### Playoff - Semifinali 5º posto
| Arbitri: | Luca Bianco Raffaele Colombo |

|                                                             |           |                                                                                    |
| De Trane, Loomis, Ravina: 2 Boero, A. Di Somma, Guidaldi: 1 | Marcatori | 3: Colombo 2: Damonte, G. Fiorentini 1: G. Bianco, Fulcheris, Mistrangelo, Tomašić |

| Arbitri: | Gianluca Centineo Giovanni Lo Dico |

|                                     |           |                                                  |
| Alesiani: 2 Colombo, Mistrangelo: 1 | Marcatori | 2: De Trane 1: Deserti, A. Di Somma, E. Di Somma |

| Arbitri: | Daniele Bianco Marco Piano |

|                                      |           |                                                                                      |
| L. Bianco, Colombo, G. Fiorentini: 1 | Marcatori | 4: Guidaldi 3: Deserti 1: De Trane, A. Di Somma, E. Di Somma, Loomis, Puccio, Ravina |

### Coppa Italia

#### Seconda fase
In qualità di quarta classificata nel precedente campionato di Serie A1, il Savona prende parte alla Coppa Italia a partire dalla seconda fase, insieme a Pro Recco, AN Brescia, Posillipo e le qualificate dalla prima fase.
| Arbitri: | Massimo Calabrò Gianluca Centineo |

|                                                                             |           |                                             |
| F. Di Fulvio: 4 Figlioli, Fondelli: 3 Felugo, Figari, Giacoppo, N. Gitto: 1 | Marcatori | 3: Alesiani 2: Damonte 1: G. Bianco, Nicche |

| Arbitri: | Massimo Filippo Gomez Massimo Calabrò |

|                                                |           |                                                                  |
| Colombo: 3 Alesiani, Damonte: 2 Mistrangelo: 1 | Marcatori | 3: Bini, Razzi 1: Đ. Filipović, B. Ivović, M. Lapenna, M. Luongo |

| Arbitri: | Daniele Bianco Massimo Calabrò |

|                                                               |           |                                                                                |
| Mistrangelo: 3 Alesiani, Damonte: 2 G. Fiorentini, Pesenti: 1 | Marcatori | 6: Samuels 2: Cannella, Gianni, Maddaluno 1: Africano, Mele, Sacco, Vittorioso |

### LEN Euro Cup

#### Turno di qualificazione
Quattro gruppi da cinque squadre ciascuno (sei nel gruppo A): si qualificano ai quarti di finale le prime due di ciascun gruppo. Il Savona è incluso nel Gruppo D, ospitato dal club ligure, dove si piazza al secondo posto qualificandosi alla fase successiva.
| Arbitri: | Radosław Koryzna Ernest Inesta |

|                                                   |           |                                          |
| Alesiani: 4 Fiorentini: 3 Damonte, Mistrangelo: 1 | Marcatori | 2: Abutkin, Aksenov, Ėlizbarjan 1: Basik |

| Arbitri: | Ernest Inesta Akif Uz |

|                                                        |           |                      |
| Damonte: 5 Agostini, G. Bianco, Colombo, Fiorentini: 1 | Marcatori | 3: Vasić 1: Matković |

| Arbitri: | Radosław Koryzna Ernest Inesta |

|                                                                                  |           |                                               |
| Damonte: 3 Fiorentini: 2 Alesiani, G. Bianco, L. Bianco, Mistrangelo, Pesenti: 1 | Marcatori | 5: Bukowski 2: Bolović, Tóth 1: Schlotterbeck |

| Arbitri: | Akif Uz Ernest Inesta |

|                                                               |           |                                                     |
| Mistrangelo: 5 Fiorentini: 4 Colombo: 3 Fulcheris, Pesenti: 1 | Marcatori | 5: Rurua 2: Gegelashvili, Khvedeliani 1: Baghaturia |

#### Quarti di finale
| Arbitri: | Michail Kouretas Mihai Simion |

|                                                    |           |                                          |
| Zović: 5 Čagalj, Ćalić, Ćorušić, Gluhaić, Shiga: 1 | Marcatori | 2: Damonte 1: Alesiani, Colombo, Pesenti |

| Arbitri: | Ernest Iniesta Benjamin Mercier |

|                                                                   |           |                                 |
| Damonte: 3 L. Bianco, Fulcheris, Mistrangelo, Pesenti, Tomašić: 1 | Marcatori | 2: Ban 1: Marinić Kragić, Shiga |

## Statistiche

### Statistiche di squadra
| Competizione | Punti | In casa | In casa | In casa | In casa | In casa | In casa | In trasferta | In trasferta | In trasferta | In trasferta | In trasferta | In trasferta | Neutro | Neutro | Neutro | Neutro | Neutro | Neutro | Totale | Totale | Totale | Totale | Totale | Totale | DR  |
| Competizione | Punti | G       | V       | N       | P       | Gf      | Gs      | G            | V            | N            | P            | Gf           | Gs           | G      | V      | N      | P      | Gf     | Gs     | G      | V      | N      | P      | Gf     | Gs     | DR  |
| ------------ | ----- | ------- | ------- | ------- | ------- | ------- | ------- | ------------ | ------------ | ------------ | ------------ | ------------ | ------------ | ------ | ------ | ------ | ------ | ------ | ------ | ------ | ------ | ------ | ------ | ------ | ------ | --- |
| Serie A1     | 34    | 11      | 6       | 1       | 4       | 103     | 96      | 11           | 5            | 0            | 6            | 86           | 108          | 0      | 0      | 0      | 0      | 0      | 0      | 22     | 11     | 1      | 10     | 189    | 204    | -15 |
| Playoff      | -     | 3       | 0       | 0       | 3       | 11      | 23      | 2            | 1            | 0            | 1            | 19           | 18           | 0      | 0      | 0      | 0      | 0      | 0      | 5      | 1      | 0      | 4      | 30     | 41     | -11 |
| Coppa Italia | -     | 0       | 0       | 0       | 0       | 0       | 0       | 1            | 0            | 0            | 1            | 9            | 16           | 2      | 0      | 0      | 2      | 15     | 24     | 3      | 0      | 0      | 3      | 24     | 40     | -16 |
| Euro Cup     | -     | 5       | 4       | 1       | 0       | 50      | 35      | 1            | 0            | 0            | 1            | 5            | 10           | 0      | 0      | 0      | 0      | 0      | 0      | 6      | 4      | 1      | 1      | 55     | 45     | +10 |
| Totale       | -     | 19      | 10      | 2       | 7       | 165     | 154     | 15           | 6            | 0            | 9            | 119          | 152          | 2      | 0      | 0      | 2      | 15     | 24     | 36     | 16     | 2      | 18     | 298    | 330    | -32 |

### Classifica marcatori
| Tot. | Giocatore            | A1 | CI | EC |
| ---- | -------------------- | -- | -- | -- |
| 68   | Luca Damonte         | 48 | 6  | 14 |
| 50   | Goran Fiorentini     | 39 | 1  | 10 |
| 45   | Jacopo Alesiani      | 32 | 7  | 6  |
| 37   | Federico Mistrangelo | 25 | 4  | 8  |
| 29   | Jacopo Colombo       | 21 | 3  | 5  |
| 15   | Mislav Tomašić       | 14 | 0  | 1  |
| 15   | Luca Fulcheris       | 13 | 0  | 2  |
| 12   | Michele Pesenti      | 7  | 1  | 4  |
| 10   | Lorenzo Bianco       | 8  | 0  | 2  |
| 9    | Giovanni Bianco      | 6  | 1  | 2  |
| 5    | Alberto Agostini     | 4  | 0  | 1  |
| 1    | Lorenzo Giunta       | 1  | 0  | 0  |
| 1    | Federico Piombo      | 1  | 0  | 0  |
| 1    | Simone Nicche        | 0  | 1  | 0  |